# Tatjana Ivanova (rodelen)
Tatjana Ivanovna Ivanova (Татьяна Ивановна Иванова) (Tsoesovoj, 16 februari 1991) is een Russisch rodelaarster.
Ivanova's vader is skeletoncoach Ivan Vasilevitsj Ivanov.
In 2010 nam Ivanova deel aan de Olympische Winterspelen.
In 2014 nam Ivanova deel aan twee onderdelen op de Olympische Winterspelen van Sotsji. Bij het rodelen kwam ze tot de zevende plek, bij de estafette behaalde ze de zilveren medaille.
In 2017 werd haar zilveren medaille vanwege een dopingaffaire bij de spelen van Sotsji ingetrokken, en werd ze voor het leven van de Spelen verbannen. Ivanova ging hier succesvol tegen in beroep.
- Library of Congress Control Number: nr89004606
- Nationale Bibliotheek van Israël: 987007290262905171
- Virtual International Authority File: 12152401